# Büro für Technikfolgen-Abschätzung beim Deutschen Bundestag
Das Büro für Technikfolgen-Abschätzung beim Deutschen Bundestag (TAB) ist eine selbstständige wissenschaftliche Einrichtung, die den Deutschen Bundestag und seine Ausschüsse in Fragen des wissenschaftlich-technischen Wandels berät.

## Aufgaben und Ziele
Zu den Aufgaben des Büros für Technikfolgen-Abschätzung beim Deutschen Bundestag gehören die Konzeption und Durchführung von Projekten der Technikfolgenabschätzung (TA-Projekte) und – zu deren Vorbereitung und Ergänzung – die Beobachtung und Analyse wichtiger wissenschaftlich-technischer Trends und damit zusammenhängender gesellschaftlicher Entwicklungen (Monitoring). Der Aufgabenkatalog der parlamentarischen TA umfasst ferner Analysen des Innovationsgeschehens, die Beobachtung wissenschaftlich-technischer Trends in frühen Entwicklungsstadien (Horizon-Scanning) sowie den Erfahrungs- und Meinungsaustausch mit gesellschaftlichen Akteuren durch systematische Diskursanalysen und Dialogverfahren.
Die Ziele politikberatender Technikfolgenabschätzung bestehen im Verständnis des TAB darin, die Potenziale neuer wissenschaftlich-technischer Entwicklungen zu analysieren und die damit verbundenen Chancen auszuloten, die gesellschaftlichen, wirtschaftlichen und rechtlichen Rahmenbedingungen der Realisierung und Anwendung wissenschaftlich-technischer Entwicklungen zu untersuchen, ihre potenziellen Auswirkungen vorausschauend und umfassend zu analysieren, um die Chancen der Techniknutzung ebenso wie Möglichkeiten zur Vermeidung oder Abmilderung ihrer Risiken aufzuzeigen sowie auf dieser Grundlage Handlungs- und Gestaltungsoptionen für politische Entscheidungsträger zu entwickeln.
Damit sollen ein Beitrag zur Verbesserung der Informationslage des Deutschen Bundestages und eine wissenschaftliche Fundierung seiner Meinungsbildung und Entscheidungsfindung geleistet werden.

## Organisation
Der Ausschuss für Bildung, Forschung und Technikfolgenabschätzung des Deutschen Bundestages ist gemäß § 56a der Geschäftsordnung des Deutschen Bundestages für das TAB zuständig und beschließt über die Untersuchungsaufträge des TAB und nimmt die Berichte des TAB ab. Die Anregungen für die Studien des TAB kommen aus den Fachausschüssen und Fraktionen. Die Fachausschüsse sind auch die ersten Adressaten der vom TAB vorgelegten Ergebnisse. Die wissenschaftliche Verantwortung für die Arbeitsergebnisse des TAB liegt bei dessen Leiter, Armin Grunwald.
Das TAB wird vom Karlsruher Institut für Technologie (KIT) – auf der Basis eines Vertrags mit dem Deutschen Bundestag – betrieben. Das TAB ist eine selbstständige wissenschaftliche Einheit des Instituts für Technikfolgenabschätzung und Systemanalyse (ITAS). Das KIT kooperiert beim Betrieb des TAB seit September 2013 mit dem IZT – Institut für Zukunftsstudien und Technologiebewertung gGmbH (Berlin) sowie der VDI/VDE Innovation + Technik GmbH (Berlin).
Standort des TAB ist Berlin. Dort sind zurzeit zehn Wissenschaftler aus verschiedenen Disziplinen tätig.

## Veröffentlichungen
Die Ergebnisse der TAB-Untersuchungen werden, nach Abnahme durch den Bundestagsausschuss für Bildung, Forschung und Technikfolgenabschätzung, in der Regel als TAB-Arbeitsbericht veröffentlicht, die zusätzlich als Bundestagsdrucksache in die Beratung der Ausschüsse des Parlaments einfließen. Diese und alle weiteren Veröffentlichungen wie z. B. TAB-Hintergrundpapiere oder Themenkurzprofile werden direkt als PDF-Download über das Repository KITopen zur Verfügung gestellt.
Bis 2019 erschienen ausgewählte TAB-Berichte, oft in überarbeiteter und aktualisierter Fassung, auch in der Buchreihe »Studien des Büros für Technikfolgen-Abschätzung beim Deutschen Bundestag« bei edition sigma der Nomos Verlagsgesellschaft, Baden-Baden, oder in anderen einschlägigen Verlagen.
Der zweimal jährlich erscheinende gedruckte TAB-Brief, der 30 Jahre lang über die Arbeiten des TAB informierte und jeweils ein Schwerpunktthema behandelte, wich 2021 dem elektronischen Newsletter TAB-Brief im Verbund mit dem „TABlog“ in dem regelmäßig Updates aus TAB-Projekten und aktuelle Beiträgen zu Themen im Kontext des wissenschaftlich-technischen Wandels veröffentlicht werden.

## Geschichte
Vorgeschichte
Die Idee einer kontinuierlichen Technikfolgenabschätzung zur Unterstützung des Parlaments und seiner Gremien geht in die 70er Jahre zurück. Das 1972 im US-amerikanischen Kongress eingerichtete Office of Technology Assessment wurde hierbei oft als vorbildhaft angesehen. 1973 stellte die damalige Opposition, die Fraktion der CDU/CSU, einen Antrag zur Einrichtung eines »Amts zur Bewertung technologischer Entwicklungen beim Deutschen Bundestag«. Diesem Vorschlag folgte in den nächsten Jahren eine Vielzahl weiterer Vorschläge aus der Mitte der Fraktionen.
Ein wichtiger Meilenstein war die Enquete-Kommission »Einschätzung und Bewertung von Technikfolgen; Gestaltung von Rahmenbedingungen der technischen Entwicklung«, die in der 10. Legislaturperiode durch gemeinsamen Beschluss aller Fraktionen vom 14. März 1985 eingesetzt wurde. Der 11. Deutsche Bundestag setzte wiederum eine Enquete-Kommission zur Technikfolgenabschätzung ein, die in ihrem Abschlussbericht drei unterschiedliche Modelle zur Diskussion und zur Entscheidung stellte:
1. Die Fraktionen der CDU/CSU und FDP sahen die Umbenennung des Ausschusses für Forschung und Technologie in Ausschuss für Forschung, Technologie und Technikfolgenabschätzung vor, welcher die Initiierung und politische Steuerung von TA übernehmen sollte. Mit der Durchführung von TA-Studien wäre eine Institution außerhalb des Parlaments zu beauftragen, die »diese Aufgabe in hoher Selbstständigkeit und eigener Verantwortung« wahrnehmen sollte.
2. Die Fraktion der SPD schlug vor, einen Ausschuss für parlamentarische Technikberatung und eine bundestagsinterne wissenschaftliche Einheit (etwa 15 Mitarbeiter) einzurichten. Ausschuss und wissenschaftliche Einheit sollten durch ein vom Deutschen Bundestag berufenes Kuratorium unterstützt werden.
3. Die Fraktion der Grünen votierte für die Gründung einer TA-Stiftung, deren Leitung aus Abgeordneten und nichtparlamentarischen Experten zusammengesetzt sein und von der Mitgliederversammlung gewählt werden sollte. Der Stiftung sollte ein Institut zugeordnet werden, welches TA-Studien zu begleiten und parlamentsorientiert aufzuarbeiten hätte. Zusätzlich würde dem Präsidium des Deutschen Bundestages eine dauerhafte wissenschaftliche Einheit angegliedert, die – neben anderen Aufgaben – TA-Studien an die Stiftung vergeben sollte.

Gründung
Am 16. November 1989 beschlossen der Deutsche Bundestag mit der Mehrheit der Koalitionsfraktionen CDU/CSU und F.D.P. den Ausschuss für Forschung und Technologie in Ausschuss für Forschung, Technologie und Technikfolgenabschätzung umzubenennen und eine wissenschaftliche Einrichtung zu beauftragen, für den Deutschen Bundestag Technikfolgenabschätzung durchzuführen. Am 29. August 1990 wurde nach einem Ausschreibungsverfahren auf Vorschlag des damaligen Ausschusses für Forschung und Technologie ein Vertrag mit dem Kernforschungszentrum Karlsruhe für eine dreijährige Erprobungsphase geschlossen und das Büro für Technikfolgen-Abschätzung beim Deutschen Bundestag (TAB) gegründet. Es wird seither vom Institut für Technikfolgenabschätzung und Systemanalyse (ITAS) – bis 1995 Abteilung für angewandte Systemanalyse (AFAS) – des Karlsruher Instituts für Technologie (KIT), ein Zusammenschluss von Forschungszentrum Karlsruhe und Universität Karlsruhe, betrieben.
Weitere Chronologie nach der Gründung
- Nach Ablauf der Pilotphase beschloss der Deutsche Bundestag am 4. März 1993 aufgrund eines positiven Berichtes des zuständigen Ausschusses für Forschung, Technologie und Technikfolgenabschätzung einvernehmlich, den Modellversuch abzuschließen und eine ständige Beratungseinrichtung »Technikfolgenabschätzung (TA) beim Deutschen Bundestag« zu etablieren.[14] Der bestehende Vertrag über den Betrieb des TAB wurde um fünf Jahre bis 1998 verlängert.
- Im August 1998 wurde vor dem Hintergrund der erfolgreichen Zusammenarbeit mit dem bisherigen Betreiber des TAB ein weiterer Vertrag für fünf Jahre abgeschlossen.
- 2002 beschloss der verantwortliche Ausschuss für Bildung, Forschung und Technikfolgenabschätzung ein öffentliches Bewerbungs- und Auswahlverfahren zum zukünftigen Betrieb des TAB. In der Sitzung am 12. Juni 2002 wurde entschieden, dass das (damalige) Forschungszentrum Karlsruhe das TAB bis zum 28. August 2008 weiterhin betreiben und in speziellen Bereichen mit dem Fraunhofer-Institut für Systemtechnik und Innovationsforschung ISI, Karlsruhe, kooperieren soll.
- Der Vertrag wurde jeweils 2008,[15] 2013,[16] 2018[17] und 2023[18][19] für fünf Jahre verlängert.

20 Jahre TAB
Am 29. September 2010 wurde das 20-jährige Bestehen der institutionalisierten wissenschaftlichen Politikberatung auf dem Feld der Technikfolgenabschätzung beim Deutschen Bundestag und gleichzeitig das 20-jährige Bestehen des TAB bei einer Festveranstaltung auf Einladung von Bundestagspräsident Norbert Lammert gefeiert. Am 30. September 2010 diskutierte der Deutsche Bundestag aus diesem Anlass „Bilanz und Zukunftsperspektiven der wissenschaftlichen Politikberatung‚ Technikfolgenabschätzung‘“. Dieser Debatte lag eine vom Ausschusses für Bildung, Forschung und Technikfolgenabschätzung sowie dem TAB vorgelegte kritische Bewertung der Arbeit der vergangenen Jahre zugrunde.

## Kooperationen
Das TAB ist Mitglied im Netzwerk der europäischen parlamentarischen TA-Einrichtungen (EPTA Network) sowie im deutschsprachigen Netzwerk Technikfolgenabschätzung (NTA). Es arbeitet bei der Erfüllung seiner Aufgaben mit externen Gutachtern zusammen.